# Solenobia rebeli
Solenobia rebeli är en fjärilsart som beskrevs av Eugen Wehrli 1925. Solenobia rebeli ingår i släktet Solenobia och familjen säckspinnare. Inga underarter finns listade i Catalogue of Life.